# Orlando, meine politische Biographie
Orlando, meine politische Biographie (Originaltitel: Orlando, ma biographie politique) ist ein experimenteller Dokumentarfilm von Paul B. Preciado  aus dem Jahr 2023, der an den Internationalen Filmfestspielen Berlin uraufgeführt wurde.

## Handlung
Der Film ist eine Auseinandersetzung mit Virginia Woolfs Roman Orlando und der eigenen Biographie der Trans-Person Preciado. In Briefform richtet sich der Autor an Virginia Woolf und begleitet 26 trans und nichtbinäre Menschen im Alter von 8 bis 70 Jahren. Sie erzählen jeweils ihre eigene Geschichte der Transformation und treten in der Rolle von Orlando auf.

## Rezeption

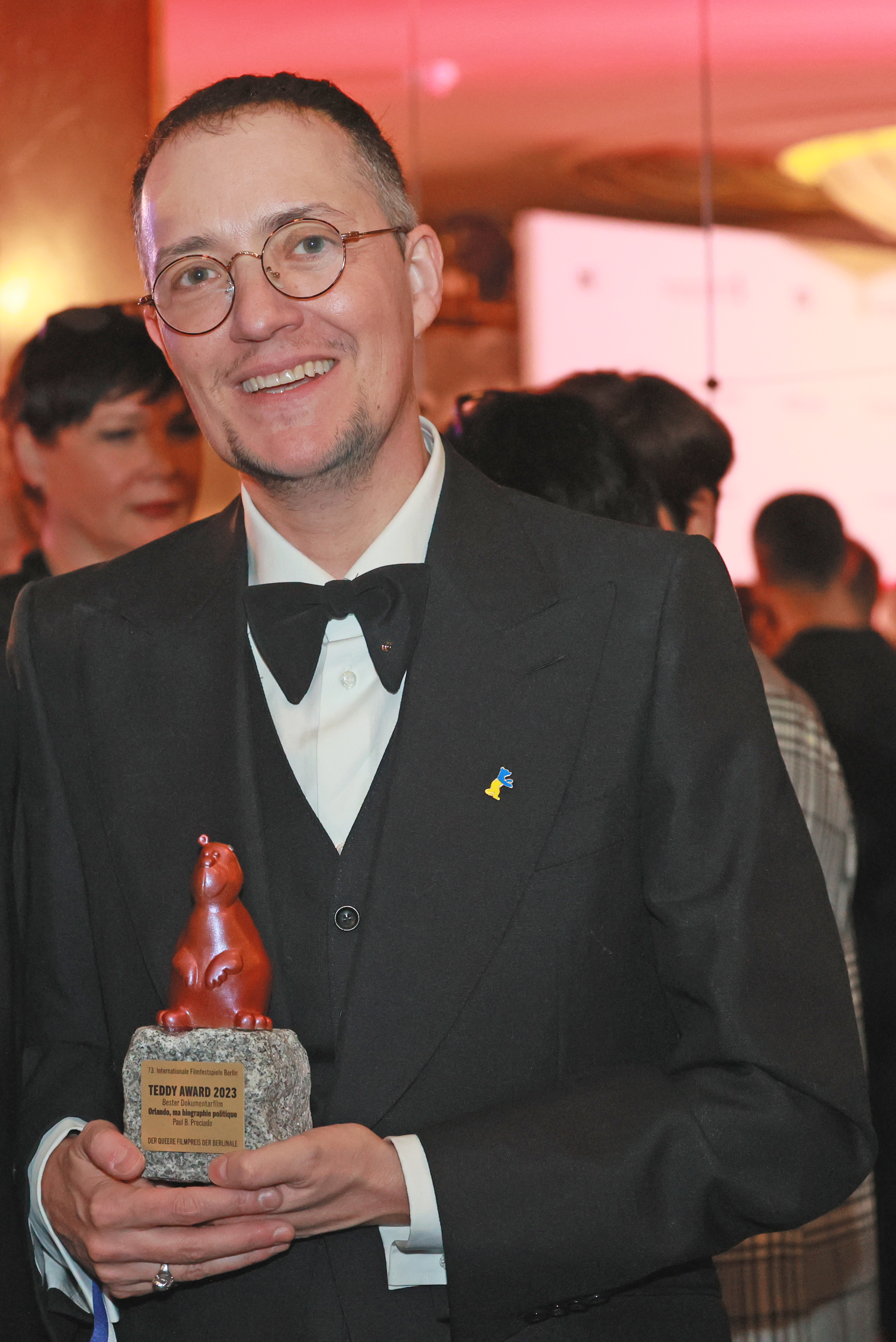
Paul B. Preciado mit dem Teddy Award 2023

Der Film feierte seine Premiere 2023 anlässlich der Internationalen Filmfestspiele Berlin 2023, wo er mehrere Auszeichnungen erhielt. Für den Berlinale Dokumentarfilmpreis erhielt er eine lobende Erwähnung. Die Jury der Sektion  Encounters verlieh ihm ex aequo mit Samsara den Spezialpreis der Jury. Bei der Verleihung der Teddy Awards wurde er mit dem Preis für den besten Dokumentarfilm geehrt. Zudem wurde dem Film der Leserpreis des Tagesspiegels zugesprochen.